# Mohanpur Mohammadpur
Mohanpur Mohammadpur (o Muhammadpur, Mohammadpur Fall) è una suddivisione dell'India, classificata come census town, di 8.700 abitanti, situata nel distretto di Haridwar, nello stato federato dell'Uttarakhand. In base al numero di abitanti la città rientra nella classe V (da 5.000 a 9.999 persone).

## Geografia fisica
La città è situata a 29° 46' 60 N e 77° 58' 0 E e ha un'altitudine di 239 m s.l.m..

## Società

### Evoluzione demografica
Al censimento del 2001 la popolazione di Mohanpur Mohammadpur assommava a 8.700 persone, delle quali 4.525 maschi e 4.175 femmine. I bambini di età inferiore o uguale ai sei anni assommavano a 1.188, dei quali 668 maschi e 520 femmine. Infine, coloro che erano in grado di saper almeno leggere e scrivere erano 5.875, dei quali 3.399 maschi e 2.476 femmine.